# Brušani
Brušani (en macedonio: Брушани) es una aldea al sur de Macedonia del Norte, perteneciente al municipio de Kavadarci. En 2021, su población era de 2 habitantes.
Según los datos del censo realizado en 2021, el pueblo de Brushani estaba habitado por 2 personas que declaraban la siguiente nacionalidad:
- Macedonios – 2 (100%)

## Demografía
| Gráfica de evolución de Brušani entre 1948 y 2021 |
|                                                   |

| Año  | Total | Hombres | Mujeres |
| ---- | ----- | ------- | ------- |
| 1948 | 118   | 61      | 57      |
| 1953 | 283   | 146     | 137     |
| 1961 | 302   | 159     | 143     |
| 1971 | 14    | 8       | 6       |
| 1981 | 16    | 9       | 7       |
| 1991 | 0     | 0       | 0       |
| 1994 | 0     | 0       | 0       |
| 2002 | 2     | 1       | 1       |
| 2021 | 2     | 1       | 1       |